# Caloduc
Caloduc, du latin calor « chaleur » et de ductus « conduite », désigne des éléments conducteurs de chaleur. Appelé heat pipe en anglais (signifiant littéralement « tuyau de chaleur »), un caloduc est destiné à transporter la chaleur grâce au principe du transfert thermique par transition de phase d'un fluide (chaleur latente).

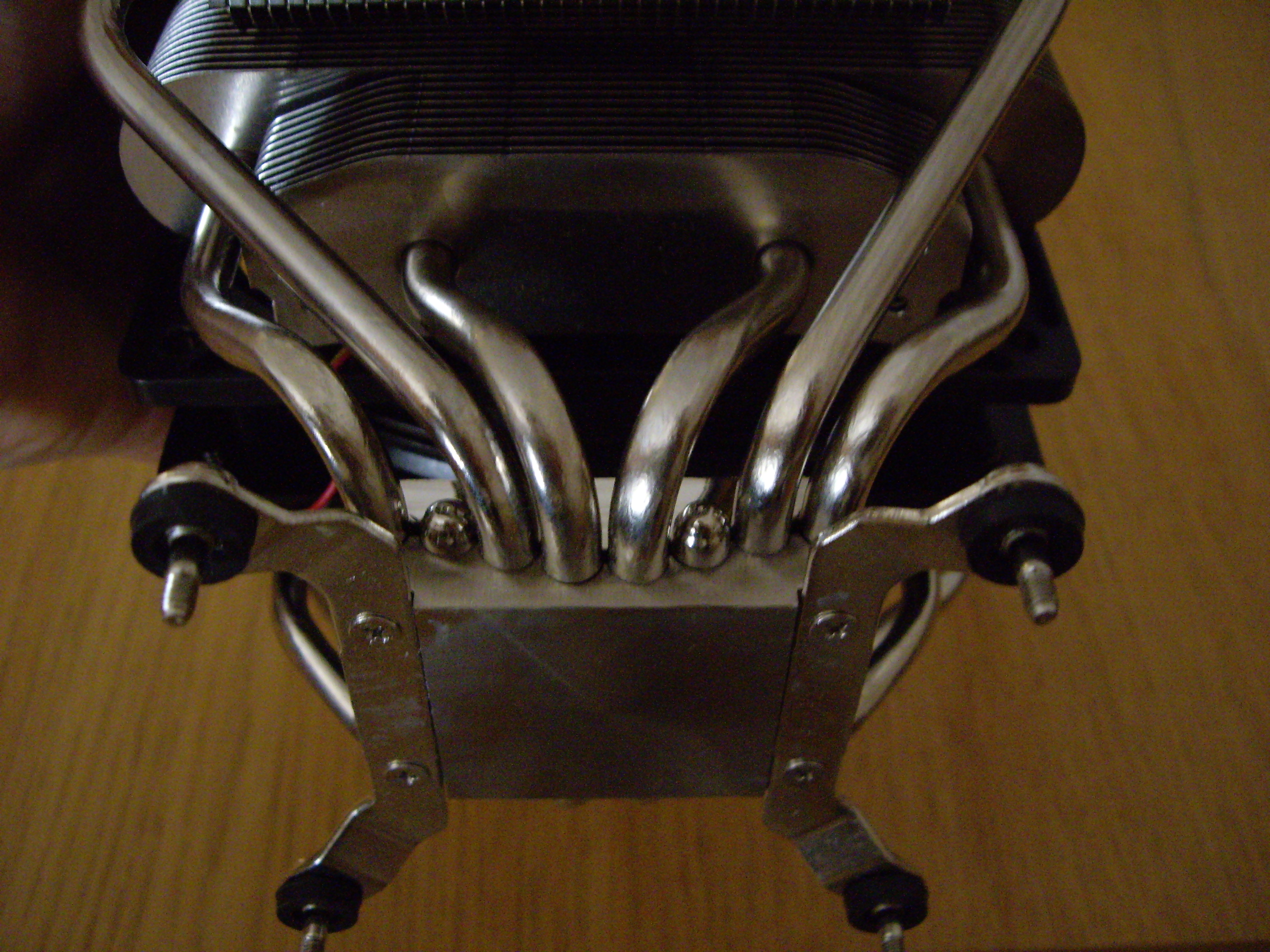
Les multiples ailettes en aluminium évacuent la chaleur des caloducs d'un ventirad (Cooler Master V8).

## Principe de base
Un caloduc se présente sous la forme d’une enceinte hermétique renfermant un fluide à l'état d'équilibre liquide-vapeur, généralement en absence de tout autre gaz.
À l'extrémité du caloduc située près de l'élément à refroidir (on nomme cette extrémité « évaporateur » et l'élément à refroidir « source chaude »), le fluide à l'état liquide se vaporise en absorbant de l'énergie thermique émise par la source chaude. La vapeur circule alors dans le caloduc jusqu'à l'autre extrémité (condenseur) située au niveau d'un dissipateur thermique ou d'un autre système de refroidissement (source froide) où elle se condense pour retourner à l'état liquide. La condensation permet de céder de l'énergie thermique à la source froide (souvent l'air ambiant).
Le liquide doit alors retourner à l'évaporateur, à l'aide des forces de gravité ou, lorsqu'elle n'est pas possible, à l'aide d'autres forces, notamment les forces de capillarité grâce à des structures composées de mailles (appelées screen mesh wicks en anglais) ou de poudres métalliques frittées. Il est également possible d'implémenter les capillaires de retour du fluide en réalisant des rainures à l'intérieur du tube constituant le caloduc. Sur de courtes distances, la mise en œuvre de mousses métalliques a parfois démontré son efficacité.
Lorsqu'ils sont correctement dimensionnés, les caloducs offrent une conductivité thermique apparente bien plus élevée que les métaux usuels (cuivre et aluminium), ce qui les rend supérieurs à la simple conduction.

Différents types de caloduc
Caloduc capillaire
Caloduc gravitaire

## Domaines d'applications

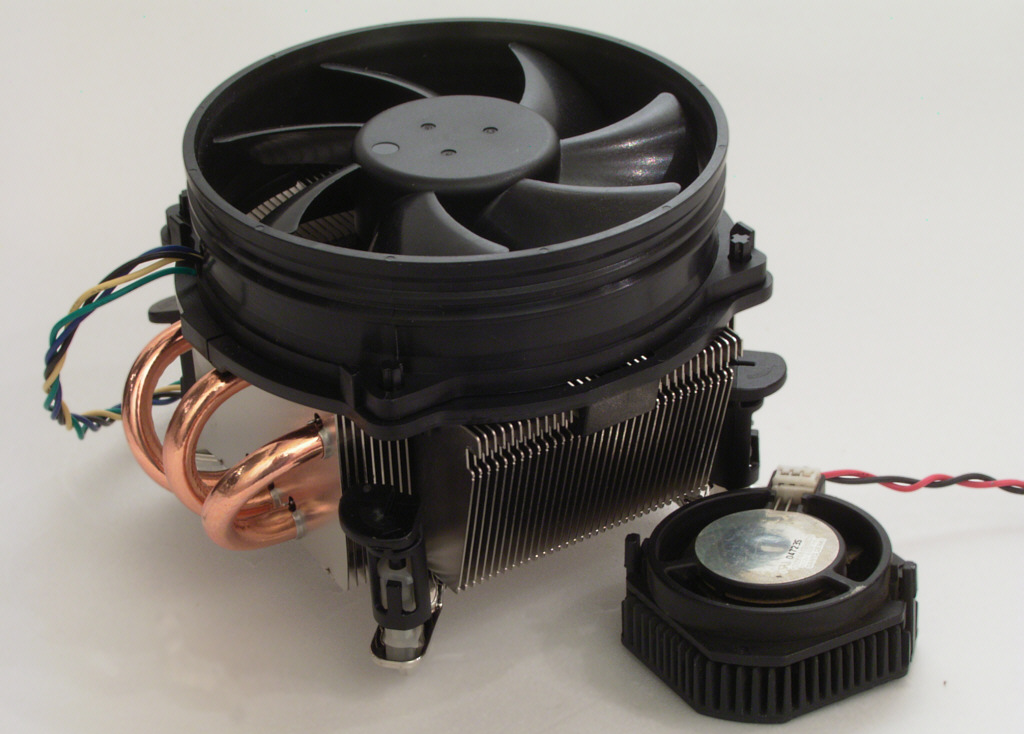
Dissipateur thermique de processeur d'ordinateur par un caloduc en cuivre surmonté d'un ventilateur.

Ils sont utilisés depuis plusieurs années dans des domaines très variés comme le ferroviaire, l’aérospatial, sur des composants électroniques, le refroidissement de logique et d'électronique de puissance.
Ils sont beaucoup utilisés dans les capteurs solaires à tube en verre pour la production d'eau chaude (sanitaire ou chauffage). Introduits au centre d'une sorte de bouteille isotherme, leur extrémité chaude est en contact avec l'eau qui circule dans le circuit capteur-serpentin du ballon.
Les caloducs sont utilisés pour le refroidissement des satellites, notamment de télécommunications. L'absence d'atmosphère empêchant la ventilation, les caloducs transfèrent la chaleur des équipements situés à l'intérieur du satellite vers les parois, où elle est évacuée par rayonnement.
Les caloducs sont utilisés dans les moules en plasturgie. Pour évacuer les calories d'une broche, ou d'un tiroir, un caloduc est inséré dans l'empreinte ; l'autre extrémité du caloduc est en contact avec le fluide caloporteur, ou éventuellement la carcasse du moule. Cela permet de refroidir efficacement une broche où il est impossible de faire passer un fluide caloporteur, à cause de son faible diamètre par exemple.
L’utilisation de dissipateurs à caloducs s'est démocratisée dans les domaines du refroidissement de microprocesseurs pour micro-ordinateurs, dans le cadre d’aircooling. Les caloducs sont de plus en plus présents, sur beaucoup des nouveaux ventirads milieu et haut de gamme, ce qui permet souvent de s’affranchir du refroidissement liquide délicat à mettre en œuvre.
Depuis 1976, ils sont aussi utilisés pour les panneaux solaires thermiques.
Les caloducs sont parfois utilisés pour le transport d'hydrocarbures afin de maintenir la température du pergélisol suffisamment basse. Par exemple, l'oléoduc trans-Alaska transporte du pétrole en Alaska aux États-Unis. Sous sa forme liquide, la température du pétrole est supérieure à celle du pergélisol. De plus, la circulation du pétrole produit de la chaleur à cause de la friction sur les parois du pipeline ; la turbulence du fluide crée aussi de la chaleur. Cette dernière est en partie transmise aux structures métalliques à proximité, y compris les structures portantes du pipeline. Leur température peut donc faire fondre le pergélisol sur lequel elles s'appuient. Dès lors, les structures peuvent s'enfoncer dans le sol et ainsi provoquer des torsions, voire des bris au pipeline. Pour prévenir le dégel du pergélisol, chaque structure portante de l'oléoduc est pourvue de quatre caloducs verticaux (des thermosiphons).

## Histoire
Le principe du caloduc est découvert dans les années 1930, mais aucun usage industriel n'est alors trouvé. En 1963, au laboratoire national de Los Alamos, grâce aux travaux du physicien George Grover, le premier caloduc est mis au point. Celui-ci est composé d'un tube de 19 mm de diamètre et de 900 mm de longueur, et de sodium pour le fluide caloporteur. Il fonctionne à une température d'environ 827 °C et une puissance de chauffe de 1 kW.